# Плющевский-Плющик, Юрий Николаевич
Юрий Николаевич Плющевский-Плющик — генерал-майор, участник русско-японской и Первой мировой войн, Белого движения на Юге России, первопоходник, один из руководителей ВСЮР. Автор воспоминаний «Мысли и впечатления (1914)», «Последние дни с Государем в ставке» и др.

## Биография
Юрий Николаевич Плющевский-Плющик родился 2 июня 1877 года.

### Первые годы
В 1895 году окончил Александровский кадетский корпус, в 1898 году — Константиновское артиллерийское училище, а в 1905 году — Академию Генштаба.

### Участник Русско-японской и Первой мировой войн
Во время учёбы в академии Генштаба добровольцем участвовал в русско-японской войне 1904—1905 гг. Принимал участие в подавлении Декабрьского вооруженного восстания в Москве. Состоял офицером лейб-гвардии 1-й артиллерийской бригады, находился в прикомандировании к лейб-гвардии Семёновскому полку. Занимал пост 2-го генерал-квартирмейстера штаба Верховного главнокомандующего Русской императорской армии.

### Арест во время Корниловского выступления
Был арестован во время Корниловского выступления и вместе с генералом Л. Корниловым и заключён в Быховскую тюрьму. В отличие от других арестованных военачальников, был освобожден досрочно по недоказанности связи с участниками выступления.

### Участник и военачальник Белого движения

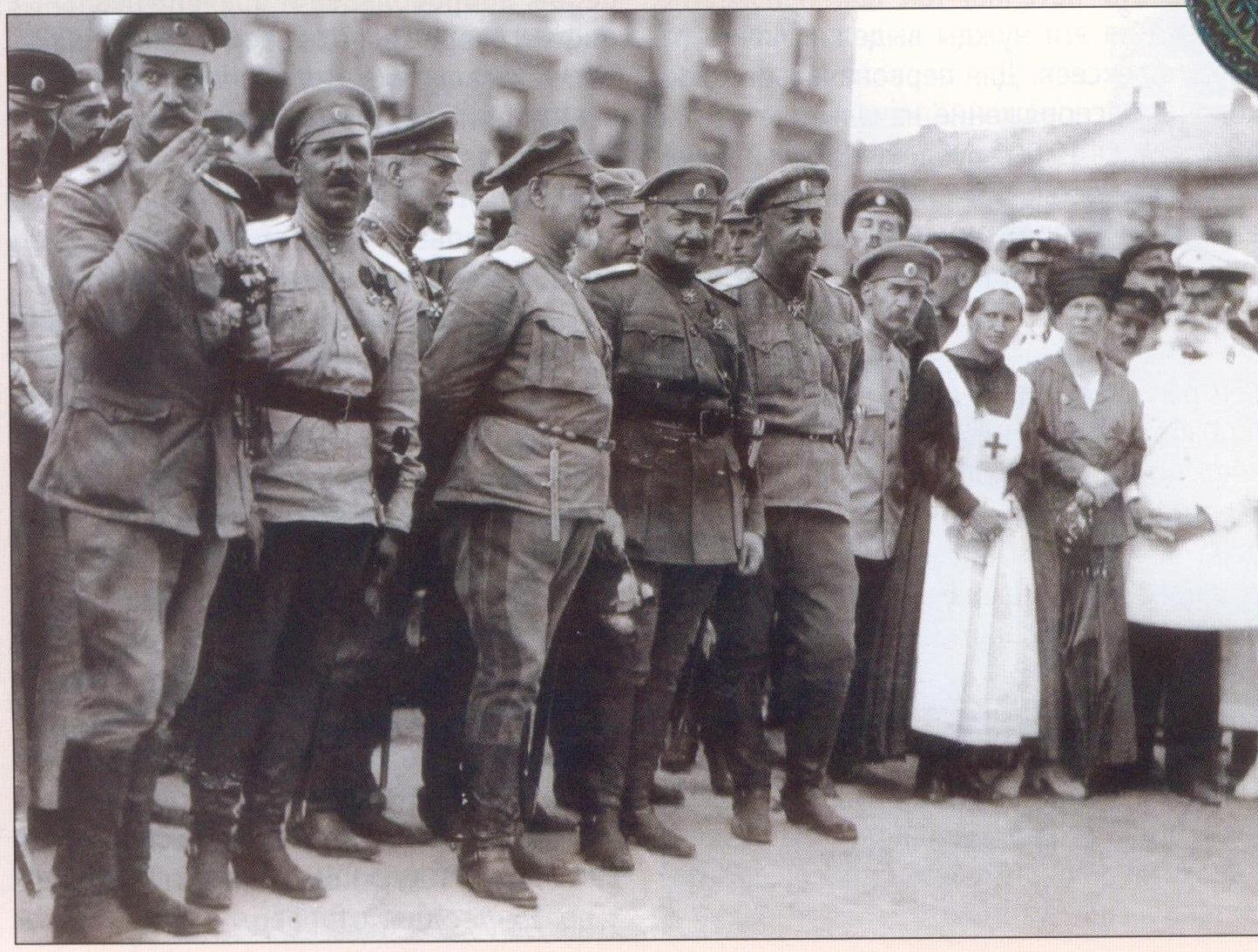
Парад в Харькове, 5 июля 1919 года. Генерал-майор Ю. Н. Плющевский-Плющик пятый справа в первом ряду генералов, следующий после А. И. Деникина и И. П. Романовского

Чествование текинцами бывших быховских узников, 20 ноября 1919 года. Сидит крайним справа генерал Ю. Н. Плющевский-Плющик.

После бегства генералов из Быховской тюрьмы присоединился к ним в Добровольческой армии. Участник Первого Кубанского похода. С 27 ноября 1918 года генерал-квартирмейстер Добровольческой армии; в январе-ноябре 1919 года — генерал-квартирмейстер штаба главнокомандующего ВСЮР. 13 февраля 1919 года произведён в генерал-майоры. Эмигрировал вместе с Деникиным после оставления им поста Главнокомандующего ВСЮР весной 1920 года.

### В эмиграции
Находился в Югославии, позже во Франции. По состоянию на 1926 год работал простым рабочим на автомобильном заводе в Париже. Умер 9 февраля 1926 года от разрыва сердца. 11 февраля 1926 года похоронен в Париже на кладбище Баньё, перезахоронен на кладбище Сент-Женевьев-де-Буа.

## Семья
- Первая жена — Мария Владимировна Плющевская-Плющик урождённая Тройницкая (21 Июня 1877—?), дочь Тобольского губернатора В. А. Тройницкого.
- Вторая жена? — Клавдия Митрофановна Плющевская-Плющик (Рошковская) (1885—1938) похоронена на кладбище Сент-Женевьев-де-Буа[5].

## Публикации
- Плющевский-Плющик Ю. Н. Мысли и впечатления (1914 год) // Военно-исторический вестник. — Париж, 1964. — № 23. — С. 3-8.
- Плющевский-Плющик Ю. Н. Последние дни с Государем в ставке // Военно-исторический вестник. — Париж, 1961. [уточнить]